# Холъвник
Холъвник е средновековна крепост, разположена на север от Дунав срещу Никополската крепост. Наричана и позната още от изворите с името Малък Никопол. Името си Холъвник получава от формата си, което на среднобългарски (“холева”) значи гащи, чорапи. В периода XV-XVIII век двойката крепости Никопол–Холъвник и Русчук-Гюргево са със стратегическо значение за Османската империя, с оглед контрола върху корабоплаването по Дунава и владението на долнондунавската низина.

## История, значение и местоположение
Холъвник е издигнат от Мирчо Стари в края на XIV век, върху римски развалини от IV век и дограждан от османците през XVIII век, тъй като в градежа му има каменни блокове от “Ескус”. Малък Никопол е точно копие на средновековен Никопол. Преди издигането на Холъвник на мястото му е имало стражева кула на Търновското царство.
Холъвник служел за охрана на брода през река Дунав до Никополската крепост и на практика бил най-важния през средновековието и особено по османско време, предвид на това че от Никопол като център на Никополския санджак се осъществявал контрол върху цялата долнодунавска низина, по-известна на разговорен език като Влашко.
Средновековната и османска твърдина се намира на 3.12 km северозападно по права линия от центъра на град Никопол, на ниския и непригоден за отбрана ляв бряг на Дунав. Някога се е намирал непосредствено на брега на река Дунав, но с течение на времето реката е променила коритото си и сега развалините на обекта отстоят на 0.88 km навътре. Наблизо е разположен град Турну Мъгуреле.

## Конструкция
Холъвник е малка крепост и има формата на неправилен многоъгълник с околовръстен ров, крепостна стена и голяма кръгла кула в средата. Околовръстният ров на Холъвник е многоъгълен, широк 6 m и дълбок 2.5 m, с отвесни стени, облицовани със зидове от грубо обработени камъни и пълнеж от ломени камъни. Спойката е от хоросан с баластра. Вътрешния зид на рова, с обиколка 156 m, се е издигал над околния терен и представлявал външната крепостна стена. В североизточната част е бил входът с подвижен мост над рова. Ровът е бил пълен с вода от река Дунав. Крепостната стена на Холъвник с ров с ширина 4 m има 9 страни, чиито дължини са от 11.5 до 15 m. и дебелина от 4.5 до 6.5 m.

## Планове на крепостта
- План на Холъвник по П. Балабанов, С. Бояджиев и Н. Тулешков.

## Галерия
- Възстановка на ХОЛЪВНИК
- Никопол с Холъвник на карта от XV век
- Никопол с Холъвник на карта от 1665 г.
- Никопол с Холъвник на карта от 1718 г.
- Никопол с Холъвник (Турен) на карта от 1726 г.
- Крепостта ТУРНА на италианска карта на Влахия и Молдавия от 1786 г.
- Литография на крепостта ТУРНУ от 1826 г.